# Molineria prainiana
Molineria prainiana är en enhjärtbladig växtart som beskrevs av Debendra Bijoy Deb. Molineria prainiana ingår i släktet Molineria och familjen Hypoxidaceae. Inga underarter finns listade i Catalogue of Life.